# نوپسرها همیری
نوپسرها هُمِیری یک گونه سوسک از خانوادهٔ سوسک‌های شاخک‌دراز است. هارولد در سال ۱۸۷۹ این گونه را توصیف و بررسی کرد. این گونه در بیوکو، مالاوی، اتیوپی، گینه استوایی، جمهوری آفریقای مرکزی، بوروندی، اوگاندا، کنگو، تانزانیا، رواندا، آنگولا، گابن و کامرون یافت شده است.

## انواع
- Nupserha homeyeri var. nebulosa Breuning, 1950
- Nupserha homeyeri var. borana Müller, 1943
- Nupserha homeyeri var. longulipennis Breuning, 1949
- Nupserha homeyeri var. unicoloripennis Breuning, 1950
- Nupserha homeyeri var. obscura Breuning, 1956
- Nupserha homeyeri var. postscutellaris Breuning, 1950
- Nupserha homeyeri var. latenigra Breuning, 1949